# Lophocampa sanguivenosa
Lophocampa sanguivenosa är en fjärilsart som beskrevs av Berthold Neumoegen 1892. Lophocampa sanguivenosa ingår i släktet Lophocampa och familjen björnspinnare. Inga underarter finns listade i Catalogue of Life.